# Acide aristolochique
Les acides aristolochiques forment une famille de composés phytochimiques produits par plusieurs espèces d'aristoloche. Les teneurs varient selon l'espèce, la partie de la plante et les individus. L'acide aristolochique I est le plus abondant.
Ces composés sont toxiques pour les reins et peuvent provoquer des défaillances rénales nécessitant une transplantation de rein. Ils sont considérés comme carcinogènes par l’Organisation mondiale de la santé (OMS) et pour ces raisons interdits dans plusieurs pays comme l'Europe, l'Égypte, le Japon et le Venezuela.

## Risques
L'acide aristolochique a plusieurs fois été trouvé comme contaminant de plantes provenant de Chine et pourrait poser problème lorsqu'il est trouvé dans l'alimentation, ou des médicaments issus de la médecine traditionnelle.

## Représentants
On distingue 7 représentants partageant une même structure de base. Structures et propriétés sont indiquées dans le tableau suivant (les trois radicaux (R1, R2 et R3) pouvant être des groupes hydrogène, hydroxy ou méthoxy), :
| Acides aristolochiques |                                            |                                            |                                            |                                            |                                            |                                            |                                            |                   |
| Nom                    | Acide aristolochique I                     | Acide aristolochique Ia                    | Acide aristolochique II                    | Acide aristolochique III                   | Acide aristolochique IVa                   | Acide aristolochique IV                    | Acide aristolochique E                     |                   |
| autre nom              | Acide aristolochique A                     |                                            | Acide aristolochique B                     | Acide aristolochique C                     | Acide aristolochique D                     |                                            |                                            |                   |
| Structure de base      | Structure de base                          | Structure de base                          | Structure de base                          | Structure de base                          | Structure de base                          | Structure de base                          | Structure de base                          | Structure de base |
| R1                     | –H                                         | –H                                         | –H                                         | –OH                                        | –OH                                        | –OCH3                                      | –H                                         |                   |
| R2                     | –H                                         | –H                                         | –H                                         | –H                                         | –H                                         | –H                                         | –OCH3                                      |                   |
| R3                     | –OCH3                                      | –OH                                        | –H                                         | –H                                         | –OCH3                                      | –OCH3                                      | –OH                                        |                   |
| Numéro CAS             | 313-67-7                                   | 38965-71-8                                 | 475-80-9                                   | 4849-90-5                                  | 17413-38-6                                 | 15918-62-4                                 | 107259-48-3                                |                   |
| PubChem                | (en) « Acide aristolochique », sur PubChem | (en) « Acide aristolochique », sur PubChem | (en) « Acide aristolochique », sur PubChem | (en) « Acide aristolochique », sur PubChem | (en) « Acide aristolochique », sur PubChem | (en) « Acide aristolochique », sur PubChem | (en) « Acide aristolochique », sur PubChem |                   |
| formule brute          | C17H11NO7                                  | C16H9NO7                                   | C16H9NO6                                   | C16H9NO7                                   | C17H11NO8                                  | C18H13NO8                                  | C17H11NO8                                  |                   |
| Masse molaire          | 341,27 g·mol−1                             | 327,25 g·mol−1                             | 311,25 g·mol−1                             | 327,25 g·mol−1                             | 357,27 g·mol−1                             | 371,30 g·mol−1                             | 357,27 g·mol−1                             |                   |